# 一氧化氮
一氧化氮是一种无色气体，化学式为NO，是氮的主要氧化物之一。它既是一种自由基，具有一个不成對電子。也是一种异核双原子分子，人们对这类分子的研究促进了早期现代分子轨道理论的发展。
一氧化氮是化学工业中的一个重要的反应中间体，其既可以在燃烧系统中形成，也可以通过雷电在雷暴中产生。一氧化氮作为一种信号分子，参与了包括人类在内的哺乳动物的多种生理和病理过程。其曾被评为1992年的“年度分子”。一氧化氮的影响不仅限于生物学领域，它在医学和工业领域也有广泛应用。例如，一氧化氮被用于开发治疗男性勃起功能障碍的药物西地那非（俗称伟哥），并在半导体制造中发挥作用。
一氧化氮不应与二氧化氮和一氧化二氮（俗称笑气）相混淆，前者是一种红棕色顺磁性气体，是主要的大气污染物；后者则是一种具有轻微麻醉作用的无色气体。

## 作用
一氧化氮起信号分子作用。一氧化氮与其气受体可溶性鸟苷酸环化酶结合并激活。它通过血红素基团与可溶性鸟苷酸环化酶结合。  它是脊椎动物的关键讯息传递分子，在各种生物过程中发挥作用。它是几乎所有生物的生物产品，包括细菌、植物、真菌和动物细胞。
越來越多研究表明一氧化氮可以調節血管的各種生理功能，如舒張及抗血栓形成等，是維持血管健康的重要因子。当内皮要向肌肉发出放松指令以促进血液流通时，它就会产生一些一氧化氮分子，这些分子很小，能很易穿过细胞膜。血管周围的平滑肌细胞接收信号后舒张，使血管扩张并增加血流量。西地那非是使用一氧化氮途径的药物。它并不产生一氧化氮，但它通过保护环磷酸鸟苷免受海绵体内cGMP特异性磷酸二酯酶5型降解来增强一氧化氮通路下游的信号，舒张血管。另一种信号分子，硫化氢与一氧化氮一起以协同方式诱导血管舒张和血管生成。
机体饥饿状态下，一氧化氮对肝脏中脂肪代谢起着关键调控作用，其合成受阻会导致肝脏脂肪病变。
一氧化氮也能在神经系统的细胞中发挥作用。它对周围神经末梢或许有所作用。
免疫系统产生的一氧化氮分子，不仅能抗击侵入人体的微生物，而且还能在一定程度阻止癌细胞繁殖，阻止肿瘤细胞扩散。

## 结构
一氧化氮为双原子分子，分子构型为直线型。一氧化氮中，氮与氧之间形成一條σ键、一條雙电子π键与一條3电子π键。氮氧间键级为2.5，氮与氧各有一对孤对电子。有11粒价电子，是奇电子分子，顺磁。分子轨道式：
(σ1s)2(σ1s*)2(σ2s)2(σ2s*)2(σ2p)2(π2p)4(π2p*)1
反键轨道上(π2p*)1易失去生成亚硝酰阳离子NO+：
2 NO＋Cl₂　→　2 NOCl
可二聚生成(NO)₂，固體有少量之：
2 NO　→　(NO)₂
(NO)₂的结构为氧＝氮－氮＝氧，分子为平面型，属C2v点群。

## 性质

### 还原
一氧化氮易氧化生成二氧化氮，一氧化氮在空气中很快会由氧氧化成红棕色二氧化氮。工业用此法生产硝酸。
2 NO＋O₂　→　2 NO₂

### 配位
孤对电子使一氧化氮易与金属离子形成配合物。可与血红蛋白结合，使人窒息中毒。
如一氧化氮可与Fe²⁺／Fe（II）生成棕色亚硝酰亚铁离子，称为棕环反应，为检验亚铁离子的一種反应：
Fe²⁺＋NO＋5H₂O　→　[Fe(H₂O)₅NO]²⁺
NO可与过渡金属以端基、边桥基、面桥基形式配位。

### 生物活性
- 心血管中，一氧化氮对维持血管张力的恒定与调节血压稳定起重要作用。硝酸甘油治疗心绞痛正是由于其在体内转化成NO，扩张血管。
- 免疫系统中，NO起杀伤细菌、病毒、肿瘤细胞的作用。
- 神经系统中，一氧化氮促进学习、记忆过程，并可调节脑血流。
- 肝脏代谢中，一氧化氮对饥饿状态下肝脏中自由脂肪酸氧化起着关键调控作用。

## 生产与制备
工业以奥斯特瓦尔德法生產一氧化氮，铂催化氨在750至900°C（通常为850°C）氧化生成：
4 NH₃＋5 O₂　⇌　4 NO＋6 H₂O
氧和氮的未催化吸热反应在自然界由高温（>2000°C）与闪电实现，并没有发展为一种实际的工业合成方法（伯克兰－艾德法）：
N₂＋O₂　→　2 NO

### 实验室
实验室用铜与稀硝酸共热制取一氧化氮：
3 Cu＋8 HNO₃　→　3 Cu(NO₃)₂＋2 NO↑＋4H₂O
另一种途径是以亚硝酸盐形式还原亚硝酸：
2 NaNO₂＋2 NaI＋2 H₂SO₄　→　I₂＋2 Na₂SO₄＋2 H₂O＋2 NO↑
2 NaNO₂＋2 FeSO₄＋3 H₂SO₄　→　Fe₂(SO₄)₃＋2 NaHSO₄＋2 H₂O＋2 NO↑
3 KNO₂＋KNO₃＋Cr₂O₃　→　2 K₂CrO₄＋4 NO↑
硫酸亚铁路线简单，有用于本科实验室。NONOate化合物也可用于制取一氧化氮。